# Фізіш
Фізіш (рум. Fiziș) — село у повіті Біхор в Румунії. Входить до складу комуни Фініш.
Село розташоване на відстані 385 км на північний захід від Бухареста, 53 км на південний схід від Ораді, 101 км на захід від Клуж-Напоки, 128 км на північний схід від Тімішоари.

## Населення
За даними перепису населення 2002 року у селі проживали 235 осіб, з них 234 особи (99,6%) румунів. Рідною мовою 234 особи (99,6%) назвали румунську.